# Члени ВУЦВК 12-го скликання
 Всеукраїнський Центральний Виконавчий Комітет УСРР ХІІ скликання
4 березня 1931 року ХІІ Всеукраїнський з’їзд Рад УСРР обрав Центральний Виконавчий Комітет УСРР ХІІ скликання в складі 427 членів.
|     | Прізвище, ім'я, по-батькові                | Посада | Місце народження                                                                  | Примітки |  |
| --- | ------------------------------------------ | --- | --------------------------------------------------------------------------------- | --- |  |
| 1   | Алексєєв Микита Олексійович                | заступник голови Центральної контрольної комісії КП(б)У - заступник народного комісара Робітничо-селянської інспекції УСРР                            | місто Київ, Київської губернії                                                    | розстріляний 2 вересні 1937 року |  |
| 2   | Александровський Сергій Сергійович         | уповноважений Народного комісаріату закордонних справ СРСР при РНК УСРР                                                                               | місто Томськ, Томська губернія                                                    | |  |
| 3   | Алференко                                  | робітник |                                                                                   | |  |
| 4   | Амврос                                     | колгоспник |                                                                                   | |  |
| 5   | Амелін Михайло Петрович                    | заступник начальника Політичного управління Українського військового округу                                                                           | Курська губернія                                                                  | розстріляний 8 вересня 1937 року. |  |
| 6   | Ананченко Федір Гурійович                  | голова Сталінської міської ради | село Розсуха, Чернігівської губернії                                              | |  |
| 7   | Андрейчук І.У.                             | колгоспник |                                                                                   | |  |
| 8   | Антонцев І.Я.                              | |                                                                                   | |  |
| 9   | Антонюк Максим Антонович                   | військовий командир | Гродненська губернія                                                              | |  |
| 10  | Баєв І.О.                                  | |                                                                                   | |  |
| 11  | Балицький Всеволод Аполлонович             | голова ДПУ, народний комісар внутрішніх справ УСРР | Верхньодніпровськ, Катеринославська губернія                                      | розстріляний 27 листопада 1937 |  |
| 12  | Баранов П.С.                               | |                                                                                   | |  |
| 13  | Башкатов Гаврило Семенович                 | ?; заступник голови Харківського облвиконкому | місто Чугуїв, Харківська губернія                                                 | розстріляний 02.10.1937 |  |
| 14  | Башмаков П.С.                              | робітник |                                                                                   | |  |
| 15  | Бегайло Роман Олександрович                | голова Українського комітету професійної спілки залізничників                                                                                         | місто Люблін                                                                      | розстріляний 1938 |  |
| 16  | Березовський Г.Д.                          | |                                                                                   | |  |
| 17  | Берестенко Микита Агейович                 | | село Шабельніки, Чигирінського повіту, Київської губернії (???)                   | |  |
| 18  | Бистрих Микола Михайлович                  | командувач прикордонних військ ДПУ УСРР | Мотовилиха, Пермська губернія,                                                    | розстріляний 22 лютого 1939 |  |
| 19  | Биструков Василь Григорович                | Київський окружний прокурор | Чернігівська губернія                                                             | помер 26 грудня 1941 року в Північно-східному таборі НКВС на Колимі.                                                                     |  |
| 20  | Білий В.З.                                 | |                                                                                   | |  |
| 21  | Білоус І.Ф.                                | |                                                                                   | |  |
| 22  | Бірюков Михайло Йосипович                  | |                                                                                   | |  |
| 23  | Блат Йосип Михайлович                      | начальник Донецького (2-го Сталінського) оперативного сектору ДПУ при РНК УСРР                                                                        | місто Полтава, Полтавської області                                                | розстріляний 15 листопада 1937 |  |
| 24  | Богомолець Олександр Олександрович         | президент Української академії наук | місто Київ, Київська губернія                                                     | |  |
| 25  | Богуцький Володимир Никифорович            | начальник Управління водного господарства УСРР | Гродненська губернія                                                              | розстріляний 8 липня 1937 |  |
| 26  | Богуш М.Ю.                                 | |                                                                                   | |  |
| 27  | Боженов І.П.                               | робітник |                                                                                   | |  |
| 28  | Бойко П.М.                                 | |                                                                                   | |  |
| 29  | Бойченко Олександр Максимович              | генеральний секретар ЦК ЛКСМУ | місто Київ, Київська губернія                                                     | |  |
| 30  | Бондаренко Г.В.                            | |                                                                                   | |  |
| 31  | Бондаренко І.Е.                            | з міста Проскурів? |                                                                                   | |  |
| 32  | Бондаренкова М.А.                          | колгоспниця? |                                                                                   | |  |
| 33  | Борисенко А.М.                             | |                                                                                   | |  |
| 34  | Бородай Григорій Михайлович                | голова Харківської міської ради професійних спілок?                                                                                                   | місто Харків                                                                      | У 1937 році був заарештований органами НКВС. Подальша доля невідома.                                                                     |  |
| 35  | Бородін А.П.                               | |                                                                                   | |  |
| 36  | Бородін М.І.                               | робітник? |                                                                                   | |  |
| 37  | Брайко М.Д.                                | |                                                                                   | |  |
| 38  | Брускін Олександр Давидович                | директор Харківського Тракторобуду (ХТЗ) | місто Херсон                                                                      | розстріляний 7 березня 1939, Москва |  |
| 39  | Буханов Ф.Е.                               | |                                                                                   | |  |
| 40  | Буценко В.С.                               | |                                                                                   | |  |
| 41  | Вайнов Антон Романович                     | відповідальний секретар Одеського міського комітету КП(б)У                                                                                            | місто Одеса                                                                       | розстріляний 10 вересня 1937 |  |
| 42  | Варжало Мечислав Степанович                | | Волинська губернія (???)                                                          | |  |
| 43  | Василенко Марко Сергійович                 | секретар ВУЦВК | село Виповзів, Остерського повіту, Чернігівської губернії,                        | розстріляний 25 жовтня 1937 |  |
| 44  | Василенкова О.П.                           | колгоспниця |                                                                                   | |  |
| 45  | Васильченко К.П.                           | робітниця |                                                                                   | |  |
| 46  | Вельмс О.Ф.                                | колгоспник |                                                                                   | |  |
| 47  | Виростков Іван Олексійович                 | секретар Всеукраїнської ради професійних спілок | село Людинове, Жиздренського повіту Калузької губернії                            | розстріляний 15 жовтня 1937 |  |
| 48  | Вишлов І.О.                                | робітник |                                                                                   | |  |
| 49  | Вінник О.І.                                | колгоспниця |                                                                                   | |  |
| 50  | Вінтер Олександр Васильович                | начальник спорудження цивільних об'єктів Дніпровського промислового комбінат (Дніпрельстану)                                                          | Гродненська губернія                                                              | |  |
| 51  | Вітковський О.Х.                           | |                                                                                   | |  |
| 52  | Владимиров Леонід Семенович                | директор Харківського паровозобудівного заводу | місто Єлисаветград                                                                | розстріляний 14 січня 1938 року |  |
| 53  | Власенко С.Ю.                              | робітник |                                                                                   | |  |
| 54  | Войцехівський Юрій Олександрович           | голова Київської міської ради | Спичинці, Київська губернія                                                       | розстріляний 25 жовтня 1937 року |  |
| 55  | Волевач Костянтин Омелянович               | прокурор |                                                                                   | розстріляний 20 вересня 1937 року |  |
| 56  | Волков О.В.                                | |                                                                                   | |  |
| 57  | Волкова А.І.                               | робітниця |                                                                                   | |  |
| 58  | Воробйов Іван Онисимович                   | | село Жукове, Олександрійського повіту, Херсонської губернії                       | розстріляний 2 вересня 1937 року |  |
| 59  | Воронович Євстахій Павлович                | голова ЦВК Молдавської АСРР | Великий Молокиш, Подільська губернія                                              | розстріляний 13 жовтня 1937 |  |
| 60  | Гаврилов Іван Андрійович                   | керівник «Південьсоюзбуду» | село Буличі, Лихвинський повіт, Калузька губернія                                 | розстріляний 2 вересня 1937 року |  |
| 61  | Гаврилова К.О.                             | |                                                                                   | |  |
| 62  | Гаджієва (Гажйова) М.Г.                    | колгоспниця |                                                                                   | |  |
| 63  | Ган А.М.                                   | робітник |                                                                                   | |  |
| 64  | Гапієв О.О.                                | |                                                                                   | |  |
| 65  | Гаркавий Ілля Іванович                     | командир 14-о стрілецького корпусу | Катеринославська губернія                                                         | розстріляний 1 липня 1937 |  |
| 66  | Гаркуша Севастян Тимофійович               | |                                                                                   | |  |
| 67  | Германова Х.А.                             | робітниця |                                                                                   | |  |
| 68  | Гисієвська                                 | колгоспниця |                                                                                   | |  |
| 69  | Гірш                                       | колгоспник |                                                                                   | |  |
| 70  | Гладкова М.І.                              | колгоспниця |                                                                                   | |  |
| 71  | Глущенко П.А.                              | робітниця |                                                                                   | |  |
| 72  | Гнатюк М.Д.                                | колгоспниця |                                                                                   | |  |
| 73  | Голишев Георгій Юхимович                   | | _____                                                                             | Наприкінці 1937 року звільнений з роботи. Подальша доля невідома.                                                                        |  |
| 74  | Головко Й.П.                               | колгоспник |                                                                                   | |  |
| 75  | Голод Наум Павлович                        | завідувач Організаційно-інструкторського відділу ЦК КП(б)У                                                                                            | село Скородне Мінської губернії                                                   | розстріляний 27 вересня 1938 |  |
| 76  | Голуб Федір Якович                         | завідувач агітаційно-масового відділу ЦК КП(б)У | Білозерка, Херсонська губернія                                                    | розстріляний 3 вересня 1937 |  |
| 77  | Голубенко Микола Васильович                | керуючий тресту «Укрвогцемпром» | місто Курськ                                                                      | розстріляний 9 березня 1937 |  |
| 78  | Горбачов Омелян Григорович                 | начальник об'єднаної групи Дніпропетровських металургійних заводів                                                                                    | місто Київ                                                                        | |  |
| 79  | Гордієнко П.І.                             | робітник |                                                                                   | |  |
| 80  | Горлинський Кирило Іванович                | заступник секретаря ВУЦВК | село Мала Шкарівка Подільської губернії                                           | розстріляний 27 жовтня 1937 |  |
| 81  | Городовиков Ока Іванович                   | командир 1-го кінного корпусу Червоного козацтва | (калмик)                                                                          | |  |
| 82  | Горя І.К.                                  | |                                                                                   | |  |
| 83  | Гречка А.Е.                                | |                                                                                   | |  |
| 84  | Григор'єв Петро Петрович                   | військовий командир 2-ї Чернігівської кавалерійської дивізії (Чернігівська область)                                                                   | місто Кронштадт                                                                   | розстріляний 19 листопада 1937 |  |
| 85  | Гриневич М.С.                              | робітник |                                                                                   | |  |
| 86  | Грозний (Сафес) Олександр Григорович       | начальник Вінницького окружного відділу (оперативного сектору) ДПУ                                                                                    | місто Гомель (єврей)                                                              | |  |
| 87  | Громілін Максим Іванович                   | голова Всеукраїнського комітету (ВУК) робітників загального машинобудування.                                                                          | село Майдан, Інсарський повіт, Пензенська губернія                                | |  |
| 88  | Груша (Грушко) В.В.                        | |                                                                                   | |  |
| 89  | Грязєв Іван Якович                         | секретар Партійної колегії Центральної контрольної комісії КП(б)У                                                                                     | _____                                                                             | |  |
| 90  | Гугін Григорій Іванович                    | начальник політуправління Чорноморського флоту | село Залужжя, Ярославська область                                                 | розстріляний 26 листопада 1937 |  |
| 91  | Гудков Прокіп Андрійович                   | голова Луганської міської ради Донецької області | с. Барсуки Єльнінського р-ну Смоленської обл.                                     | розстріляний 3 грудня 1937 року |  |
| 92  | Гужвій Яків Євменович                      | | село Хитці, тепер Миргородського району Полтавської області                       | |  |
| 93  | Гулий Костянтин Макарович                  | народний комісар праці УСРР | місто Охтирка Харківської губернії                                                | розстріляний 15 жовтня 1937, Київ |  |
| 94  | Дейч                                       | |                                                                                   | |  |
| 95  | Демченко Микола Нестерович                 | народний комісар земельних справ УСРР | Лебедин                                                                           | розстріляний 30 жовтня 1937 |  |
| 96  | Діденко Михайло Семенович                  | |                                                                                   | |  |
| 97  | Діденко                                    | робітниця |                                                                                   | |  |
| 98  | Дімітріу Сергій Васильович                 | голова РНК АМСРР | Молдова                                                                           | Розстріляний у 1937 |  |
| 99  | Довбиш О.Ф.                                | |                                                                                   | |  |
| 100 | Довгальова М.Р.                            | робітниця |                                                                                   | |  |
| 101 | Долинська О.І.                             | колгоспниця |                                                                                   | |  |
| 102 | Дорош Г.С.                                 | |                                                                                   | |  |
| 103 | Дорофєєв І.К.                              | робітник |                                                                                   | |  |
| 104 | Дроздов І.В.                               | |                                                                                   | |  |
| 105 | Дубонець М.А.                              | колгоспниця |                                                                                   | |  |
| 106 | Дубовий Іван Наумович                      | помічник командувача військ Українського військового округу                                                                                           | хутор Чмирівка, Чигиринського повіту Київської губернії                           | розстріляно 29 липня 1938 |  |
| 107 | Дудко Ж.К.                                 | колгоспник |                                                                                   | |  |
| 108 | Дудник Яким Минович                        | заступник голови Ради народних комісарів Української СРР, голова Державної планової комісії при РНК УСРР                                              | село Мошни, тепер Черкаського району Черкаської області                           | |  |
| 109 | Дьомичев Михайло Панасович                 | командир і військовий комісар 1-ї кавалерійської Червоного козацтва Червонопрапорної дивізії                                                          | селі Куприна, Карачевського повіту, Брянської губернії                            | розстріляний 20 листопада 1937 |  |
| 110 | Дяченко А.Х.                               | робітник |                                                                                   | |  |
| 111 | Єленін Георгій Семенович                   | голова Всеукраїнського комітету професійної Спілки робітників металургії                                                                              | село Огарьовське, Московської губернії                                            | розстріляний 30 вересня 1937, місто Сталіно                                                                                              |  |
| 112 | Ємець Павло Федорович                      | |                                                                                   | (під питанням) |  |
| 113 | Єремчук К.Т.                               | |                                                                                   | |  |
| 114 | Єсипенко І.Б.                              | |                                                                                   | |  |
| 115 | Жендринський Євген Федорович               | Проживав і працював директором у зернорадгоспі ім. 20-річчя Жовтня у Борівському р-ні Харківської обл.                                                | на ст. Лунинець Пінського пов. Мінської губ.                                      | справу закрито УДБ УНКВС по Харківській обл. 31 березня 1939 р. (ст. 197 ч. 2 КПК УРСР) зі звільненням з-під варти                       |  |
| 116 | Жук В.М.                                   | |                                                                                   | |  |
| 117 | Жураківський І.С.                          | колгоспник |                                                                                   | |  |
| 118 | Забудкін Петро Андрійович                  | | місто Одеса                                                                       | почесний громадянин Одеси |  |
| 119 | Завгородний Ф.К.                           | робітник |                                                                                   | |  |
| 120 | Завіцький Герман Михайлович                | голова Верховного Суду УСРР | Курляндська губернія                                                              | Особлива нарада НКВС СРСР 17 листопада 1939 засудила 3авіцького на 5 років заслання.                                                     |  |
| 121 | Зайцев Федір Іванович                      | відповідальний секретар Луганського міського комітету КП(б)У                                                                                          | Колпна, Орловська губернія                                                        | |  |
| 122 | Запорожець М.А.                            | робітник |                                                                                   | |  |
| 123 | Заривайко Прокіп Авдійович                 | керуючий Південьмонтажбуду | ______                                                                            | |  |
| 124 | Затонський Володимир Петрович              | заступник голови Ради народних комісарів УСРР, голова Центральної контрольної комісії ЦК КП(б)У, народний комісар робітничо-селянської інспекції УСРР | Подільська губернія                                                               | розстріляний 29 липня 1938 |  |
| 125 | Захарченко Е.М.                            | колгоспник |                                                                                   | |  |
| 126 | Зеленська Катерина Феофілактівна           | завідувач приймальні голови Центрального виконавчого комітету УСРР                                                                                    | село Нехвороща, Полтавської губернії                                              | У 1937 році була виключена із ВКП(б) «за втрату пильності у відношенні до ворогів народу». У 1938 році поновлена в партії.               |  |
| 127 | Зеленський Тимофій Петрович                | 2-й секретар Харківського міського комітету КП(б)У | місто Харків                                                                      | розстріляний 2 вересня 1937 року в Києві                                                                                                 |  |
| 128 | Зикунов Володимир Кузьмич                  | |                                                                                   | |  |
| 129 | Зільберг Д.Л.                              | робітник |                                                                                   | |  |
| 130 | Зінов'єв Григорій Володимирович            | |                                                                                   | |  |
| 131 | Івакіна К.М.                               | робітниця |                                                                                   | |  |
| 132 | Іванов Василь Тимофійович                  | начальник Київського оперативного сектора ГПУ | село Холзськово, Гжатського повіту, Смоленської губернії                          | розстріляний 16 червня 1938 року |  |
| 133 | Іванов О.О.                                | |                                                                                   | |  |
| 134 | Іванов Ф.І.                                | |                                                                                   | |  |
| 135 | Іванченко Я.Л.                             | колгоспник |                                                                                   | |  |
| 136 | Івахнін Л.Ф.                               | колгоспник |                                                                                   | |  |
| 137 | Іглінський Ю.Л.                            | робітник |                                                                                   | |  |
| 138 | Ільїн І.М.                                 | |                                                                                   | |  |
| 139 | Ільйова С.Г.                               | колгоспниця |                                                                                   | |  |
| 140 | Ісаєв Іван Васильович                      | 1-й секретар Макіївського міського комітету КП(б)У ?                                                                                                  | хутір Корельський, Рильського повіту, Курської губернії                           | розстріляний 30 вересня 1937 року |  |
| 141 | Іщенко І.К.                                | робітник |                                                                                   | |  |
| 142 | Калита Григорій Захарович                  | начальник житлового управління Чернігівської міськради.                                                                                               | с. Плоске Носівського р-ну                                                        | Помер у 1950 р. у Чернігівській в’язниці.                                                                                                |  |
| 143 | Камінський І.С.                            | робітник |                                                                                   | |  |
| 144 | Каневський О.І.                            | робітник |                                                                                   | |  |
| 145 | Канторович Соломон Ілліч                   | народний комісар охорони здоров’я УСРР | місто Катеринослав                                                                | Під час слідства етапований до Київської тюрми, де й помер 16 серпня 1937 року.                                                          |  |
| 146 | Каплієнко Микола Остапович                 | |                                                                                   | |  |
| 147 | Карлсон Карл Мартинович                    | заступник голови ДПУ УСРР | місто Рига                                                                        | розстріляний 22 квітня 1938 року |  |
| 148 | Карпеко Кирило Григорович                  | | містечко Погорільці, Чернігівської губернії                                       | помер у в'язниці 7 жовтня 1939 року |  |
| 149 | Карташов Костянтин Кирилович               | гірний інженер шахти № 22 Голубівського рудника | місто Шахти, Ростовської області                                                  | |  |
| 150 | Касьян Яків Якович                         | керуючий справами Ради народних комісарів УСРР | село Хитці, Полтавської губернії                                                  | розстріляний 8 липня 1937, місто Харків                                                                                                  |  |
| 151 | Касьяненко Г.Т.                            | |                                                                                   | |  |
| 152 | Каттель Михайло Абрамович                  | уповноважений Народного комісаріату зовнішньої торгівлі СРСР при РНК УСРР                                                                             | місто Одеса                                                                       | розстріляний 2 вересня 1937, місто Київ                                                                                                  |  |
| 153 | Качинський (Орєшин) Володимир Максимович   | заступник народного комісара земельних справ УСРР | місто Севастополь                                                                 | розстріляний 15 жовтня 1937 |  |
| 154 | Квятек Казимир Францович                   | військовий командир 17-го стрілецького корпусу (Вінницька область)                                                                                    | Варшава                                                                           | розстріляний 25 серпня 1938, Москва |  |
| 155 | Кирилкін Іван Тарасович                    | директор «Краматорського комбінату» (Краматорського державного машинобудівного і металургійного заводів)                                              | місто Шахти, Ростовської області                                                  | 8 вересня 1938 року заарештований органами НКВС                                                                                          |  |
| 156 | Кисельов Аркадій Леонтійович               | секретар Партійної колегії Центральної контрольної комісії КП(б)У                                                                                     | місто Київ                                                                        | розстріляний 22 вересня 1938, Київ |  |
| 157 | Кисельов Н.П.                              | зоотехнік |                                                                                   | |  |
| 158 | Кисельова С.Г.                             | колгоспниця |                                                                                   | |  |
| 159 | Клішин А.І.                                | |                                                                                   | |  |
| 160 | Клоченко В.П.                              | |                                                                                   | |  |
| 161 | Клочко Петро Сергійович                    | | село Борисовка, Курської губернії                                                 | розстріляний 31 грудня 1937, Харків |  |
| 162 | Кобець Г.І.                                | |                                                                                   | |  |
| 163 | Коваль Ксенофонт Федорович                 | народний комісар фінансів УСРР | село Шиманівка, Подільської губернії                                              | розстріляний 1 вересня 1937, Київ |  |
| 164 | Коваль П.Д.                                | колгоспниця |                                                                                   | |  |
| 165 | Козик Йосип Іванович                       | |                                                                                   | |  |
| 166 | Козіс Микола Леонтійович                   | голова Костянтинівської міської ради на Донбасі | місто Кременчук, Полтавської області                                              | розстріляний 27 вересня 1937, місто Чернігів                                                                                             |  |
| 167 | Кока Костянтин Панасович                   | | село Піски, Полтавської губернії                                                  | Київським обласним судом 9 серпня 1935 року засуджений до 3 років позбавлення волі. Подальша доля невідома                               |  |
| 168 | Коломієць Д.С.                             | |                                                                                   | |  |
| 169 | Коломієць Т.К.                             | колгоспник |                                                                                   | |  |
| 170 | Коник Д.Ю.                                 | |                                                                                   | |  |
| 171 | Конотоп Віктор Якович                      | голова Миколаївської міської ради | Подільська губернія???                                                            | розстріляний 1937, місто Сталіно |  |
| 172 | Кордун Микола Васильович                   | |                                                                                   | |  |
| 173 | Коробкін Федір Тихонович                   | голова Павлоградського райвиконкому? | с. Топтоватка, Усманського повіту, Тамбовської губ.                               | Заарештований 22 серпня 1937 року, звинувачений у належності до контрреволюційної організації. Був розстріляний.                         |  |
| 174 | Косіор Станіслав Вікентійович              | генеральний секретар ЦК КП(б)У | Венгрув, Седлецька губернія, Царство Польське                                     | розстріляний 26 лютого 1939, Москва |  |
| 175 | Костенко С.С.                              | робітниця |                                                                                   | |  |
| 176 | Котляров (Котмарьов) В.В.                  | робітник |                                                                                   | |  |
| 177 | Коцур І.Г.                                 | колгоспниця |                                                                                   | |  |
| 178 | Коцюбинський Юрій Михайлович               | заступник голови Державної планової комісії УСРР | Вінниця, Подільська губернія                                                      | розстріляний 8 березня 1937, Москва |  |
| 179 | Кошельний І.Ф.                             | Помічник директора Харківського інституту механізації соціалістичного землеробства                                                                    |                                                                                   | |  |
| 180 | Кравченко Т.Т.                             | робітниця |                                                                                   | |  |
| 181 | Краукліс Ян Криш'янович                    | начальник Харківського оперативного сектора ДПУ | місто Салацгріва                                                                  | розстріляний 22 квітня 1938, Москва |  |
| 182 | Криворучко Микола Миколайович              | військовий командир 2-го кавалерійського корпусу | село Березняки, Черкаського повіту, Київської губернії                            | розстріляний 19 серпня 1938 року, Москва                                                                                                 |  |
| 183 | Кричевцов А.А.                             | |                                                                                   | |  |
| 184 | Крих Варфоломій Михайлович                 | | _________                                                                         | 1937 року засуджений до смертної кари.                                                                                                   |  |
| 185 | Крупко Семен Никифорович                   | | село Казенна, Крива Руда, Полтавської губернії                                    | розстріляний 24 жовтня 1937, Київ |  |
| 186 | Куделіна А.І.                              | робітниця |                                                                                   | |  |
| 187 | Кузін К.І.                                 | робітник |                                                                                   | |  |
| 188 | Кузько Т.А.                                | |                                                                                   | |  |
| 189 | Кузнецов Яків Петрович                     | | місто Феодосія, Таврійської губернії                                              | розстріляний 30 вересня 1938, Житомир |  |
| 190 | Кузоятов Федір Петрович                    | голова Харківської міської ради | с. Новолимарівка, Луганська область                                               | розстріляний 24 жовтня 1937, Київ |  |
| 191 | Кузьменко Василь Денисович                 | заступник народного комісара освіти УСРР | село Губник, тепер Гайсинського району Вінницької області                         | розстріляний 23 жовтня 1937, Київ |  |
| 192 | Кулик Ізраїль Юдович                       | письменник | м. Шпола, тепер Черкаської області                                                | розстріляний 10 жовтня 1937, Київ |  |
| 193 | Куликов В.І.                               | |                                                                                   | |  |
| 194 | Куличихін І.П.                             | робітник |                                                                                   | |  |
| 195 | Куниця О.В                                 | колгоспниця колгоспу «Червоний прогрес» Поліського району                                                                                             |                                                                                   | |  |
| 196 | Кусакова А.І.                              | |                                                                                   | |  |
| 197 | Куцевол Іван Степанович                    | голова Чубарівського райвиконкому |                                                                                   | |  |
| 198 | Кучинський Дмитро Олександрович            | начальник штабу Українського військового округу | місто Мінськ                                                                      | розстріляний 29 липня 1938, місто Москва                                                                                                 |  |
| 199 | Лагунов П.С.                               | робітник |                                                                                   | |  |
| 200 | Лебедєв                                    | |                                                                                   | |  |
| 201 | Легеня Х.Е.                                | |                                                                                   | |  |
| 202 | Леонюк Хома Якимович                       | голова Дніпропетровського оперативного сектора ДПУ | Копили, Брестський повіт, Гродненська губернія                                    | робітник ЧК-ДПУ-НКВС помер у 1967 |  |
| 203 | Леплевський Ізраїль Мойсейович             | начальник Секретно-оперативного управління ДПУ УСРР                                                                                                   | м. Бересті Берестейського повіту Гродненської губернії                            | розстріляний 28 липня 1938 |  |
| 204 | Лєсов                                      | |                                                                                   | |  |
| 205 | Лирьов Микита Іванович                     | | ______                                                                            | ____ |  |
| 206 | Литвиненко Іван Вікторович                 | |                                                                                   | |  |
| 207 | Лівшиць Яків Абрамович                     | начальник Південних залізниць | місто Мозир, Мінська губернія, Російська імперія                                  | розстріляний 1 лютого 1937 |  |
| 208 | Ліпинський Яків Васильович                 | |                                                                                   | |  |
| 209 | Ліпич І.В.                                 | |                                                                                   | |  |
| 210 | Лісовик Олександр Григорович               | | село Горби, Глобинський район, Полтавська область                                 | розстріляний 24 жовтня 1937, Київ |  |
| 211 | Літовка В.Г.                               | робітниця |                                                                                   | |  |
| 212 | Лукаренко І.П.                             | робітник |                                                                                   | |  |
| 213 | Лукін Михайло Федорович                    | командир 23-ї стрілецької дивізії | селі Полухтіно, нині Зубцовського району Тверської області                        | |  |
| 214 | Любченко Панас Петрович                    | секретар ЦК КП(б)У | місто Кагарлик, Київська губернія                                                 | самогубство 30 серпня 1937, Київ |  |
| 215 | Ляхомський Е.У.                            | |                                                                                   | |  |
| 216 | Мазур'ян О.М.                              | колгоспник |                                                                                   | |  |
| 217 | Майоров Михайло Мусійович                  | народний комісар постачання УСРР | Гомельська область                                                                | розстріляний 20 січня 1938, Москва |  |
| 218 | Макар                                      | |                                                                                   | |  |
| 219 | Макаров Е.Г.                               | |                                                                                   | |  |
| 220 | Макеєнко Михайло Микитович                 | відповідальний секретар Херсонського міського комітету КП(б)У                                                                                         | _________                                                                         | Заарештований органами НКВС 23 травня 1938 року. 14 березня 1956 року Верховний Суд СРСР ухвалив рішення звільнити Макеєнка із заслання. |  |
| 221 | Малій Іларіон Васильович                   | | _________                                                                         | У 1938 році заарештований органами НВКС. У 1941 році звільнений із в'язниці німецькими військами.                                        |  |
| 222 | Манаєнков Йосип Петрович                   | директор металургійного заводу імені Дзержинського міста Кам’янського                                                                                 | село Павловка, Воронезької губернії                                               | розстріляний 31 березня 1938 |  |
| 223 | Маркітан Павло Пилипович                   | завідувач відділу культури і пропаганди ленінізму ЦК КП(б)У                                                                                           | село Глібки, Старокостянтинівський повіт, Волинська губернія                      | розстріляний 25 жовтня 1937, Київ |  |
| 224 | Масленко Павло Федорович                   | відповідальний секретар Миколаївського міського комітету КП(б)У                                                                                       | __________                                                                        | 26 вересня 1937 року засуджений за «2-ю категорією»                                                                                      |  |
| 225 | Маслов Олексій Матвійович                  | уповноважений Народного комісаріату важкої промисловості СРСР по УСРР                                                                                 |                                                                                   | |  |
| 226 | Матвієв С.М.                               | |                                                                                   | |  |
| 227 | Межуєв Микола Дмитрович                    | | місто Нікополь, тепер Дніпропетровської області                                   | розстріляний 24 жовтня 1937, місто Київ                                                                                                  |  |
| 228 | Мешанов Г. К.                              | |                                                                                   | |  |
| 229 | Микитенко Іван Кіндратович                 | письменник | село Рівне, Херсонська губернія                                                   | самогубство 4 жовтня 1937 |  |
| 230 | Миколаєв П.М.                              | |                                                                                   | |  |
| 231 | Михаєнко І.П.                              | |                                                                                   | |  |
| 232 | Михайлик В.Ф.                              | Кременчук |                                                                                   | |  |
| 233 | Михайлик Михайло Васильович                | заступник народного комісара юстиції і Генерального прокурора УСРР                                                                                    | місто Олекса́ндрівськ, Слов'яносербський повіт, Катеринославська губернія          | розстріляний 10 березня 1937 |  |
| 234 | Михайлов Василь Михайлович                 | 1-й заступник начальника тресту «Дніпробуд» на будівництві «Дніпрогесу»                                                                               | село Дорохово, Верейського повіту, Московська губернія                            | розстріляний 26 вересня 1937, Москва |  |
| 235 | Михайлов Р.Я.                              | |                                                                                   | |  |
| 236 | Мишков Микола Гордійович                   | голова правління тресту «Сталь» | село Кам'яний Брід, Слов'яносербського повіту, Катеринославської губернії         | розстріляний 26 листопада 1937, Москва                                                                                                   |  |
| 237 | Мідяник Т.П.                               | |                                                                                   | |  |
| 238 | Міненко Петро Іванович                     | |                                                                                   | |  |
| 239 | Міщенко С.М.                               | |                                                                                   | |  |
| 240 | Морозенко М.М.                             | колгоспник |                                                                                   | |  |
| 241 | Москальчук А.І.                            | |                                                                                   | |  |
| 242 | Мулін Валентин Михайлович                  | командир і військовий комісар 7-го стрілецького корпусу                                                                                               | місто Тифліс, тепер Тбілісі, Грузія                                               | розстріляний 21 червня 1938 |  |
| 243 | Мусієнко Я.Д.                              | |                                                                                   | |  |
| 244 | Мусульбас Іван Андрійович                  | голова Укрколгоспцентру | село Манівці, Старокостянтинівського повіту, Волинської губернії,                 | розстріляний 10 березня 1937, місто Харків                                                                                               |  |
| 245 | Нагорний І.М.                              | робітник |                                                                                   | |  |
| 246 | Надь Я.О.                                  | |                                                                                   | |  |
| 247 | Налімов Михайло Миколайович                | відповідальний секретар Сталінського міського комітету КП(б)У на Донбасі                                                                              | село Михайлівське, Галицького повіту, Костромської губернії                       | розстріляний 2 жовтня 1937, місто Харків                                                                                                 |  |
| 248 | Наместнікова І.Е.                          | робітниця |                                                                                   | |  |
| 249 | Неживий Максим Федорович                   | | село Велика Корениха, Херсонської губернії                                        | розстріляний 1937 |  |
| 250 | Неруська Н.І.                              | робітниця |                                                                                   | |  |
| 251 | Неуронов Павло Михайлович                  | |                                                                                   | |  |
| 252 | Нехворостний (Нефоросний) Олексій Іванович | голова Запорізької міської ради | село Бакумівка, Миргородського повіту, Полтавської губернії,                      | розстріляний 6 грудня 1937, місто Харків                                                                                                 |  |
| 253 | Овчаренко Н.Х.                             | колгоспниця |                                                                                   | |  |
| 254 | Овчинніков В.С.                            | робітник |                                                                                   | |  |
| 255 | Огняна І.Є.                                | колгоспниця |                                                                                   | |  |
| 256 | Одинцова А.П.                              | робітниця |                                                                                   | |  |
| 257 | Одудова Г.Н.                               | колгоспниця |                                                                                   | |  |
| 258 | Озябла У.С.                                | колгоспниця |                                                                                   | |  |
| 259 | Олійник С.Т.                               | колгоспниця |                                                                                   | |  |
| 260 | Осадчий С.С.                               | |                                                                                   | |  |
| 261 | Остапенко К.К.                             | |                                                                                   | |  |
| 262 | Паламарчук                                 | |                                                                                   | виключений 12.02.1933 |  |
| 263 | Палладін Олександр Володимирович           | академік | м. Москва                                                                         | |  |
| 264 | Палій Микита Володимирович                 | |                                                                                   | |  |
| 265 | Панфілов                                   | робітник |                                                                                   | |  |
| 266 | Папін А.М.                                 | робітник |                                                                                   | |  |
| 267 | Паран П.                                   | |                                                                                   | |  |
| 268 | Пахомов Яків Захарович                     | 2-й секретар та завідувач організаційного відділу Харківського міськкому КП(б)У                                                                       | місто Новочеркаськ, Області Війська Донського, тепер Ростовської області          | розстріляний 21 квітня 1938, Москва |  |
| 269 | Певзнер Олександр Маркович                 | керівник Всеукраїнської контори Держбанку СРСР | __________                                                                        | розстріляний 2 вересня 1937 |  |
| 270 | Пенкін                                     | робітник |                                                                                   | |  |
| 271 | Перцов Ю.М.                                | робітник |                                                                                   | |  |
| 272 | Петерсон К.О.                              | |                                                                                   | |  |
| 273 | Петровський Григорій Іванович              | голова Всеукраїнського Центрального Виконавчого Комітету (ВУЦВК)                                                                                      | Печеніги, Харківська губернія                                                     | |  |
| 274 | Петровський Данило Іванович                | заступник голови Ради Народних Комісарів УСРР | село Батурин Чернігівської губернії,                                              | розстріляний 8 квітня 1938 |  |
| 275 | Пілацька Ольга Володимирівна               | заступник голови Держплану УСРР | місто Москва                                                                      | розстріляна 22 грудня 1937 |  |
| 276 | Плачинда Іван Семенович                    | відповідальний секретар Вінницького міського комітету КП(б)У                                                                                          | містечко Глодоси, Єлисаветградського повіту, Херсонської губернії                 | розстріляний 10 березня 1937, місто Москва                                                                                               |  |
| 278 | Погребінська К.Я.                          | робітниця |                                                                                   | |  |
| 279 | Погребний Василь Семенович                 | військовий командир 25-ї стрілецької дивізії |                                                                                   | |  |
| 280 | Покорний Григорій Михайлович               | народний комісар соціального забезпечення УСРР | ___________                                                                       | __________ |  |
| 281 | Полов'ян С.А.                              | колгоспник |                                                                                   | |  |
| 282 | Полонський М.І.                            | |                                                                                   | |  |
| 283 | Поляков Василь Васильович                  | народний комісар юстиції та генеральний прокурор УСРР                                                                                                 | село Людиново (нині місто), Калузька губернія,                                    | розстріляний 18 листопада 1937, місто Київ                                                                                               |  |
| 284 | Поляков Г.О.                               | |                                                                                   | |  |
| 285 | Полянський Л.О.                            | |                                                                                   | |  |
| 286 | Порайко Василь Іванович                    | заступник голови Ради Народних Комісарів УСРР | село Устя над Прутом, нині Снятинського району, Івано-Франківської області        | розстріляний 25 жовтня 1937 |  |
| 287 | Постоловський Михайло Федотович            | | місто Кам'янець-Подільський, тепер Хмельницької області                           | розстріляний 7 серпня 1937, Москва |  |
| 288 | Почка О.І.                                 | робітниця |                                                                                   | |  |
| 289 | Приходько                                  | |                                                                                   | |  |
| 290 | Просвірнін Іван Олексійович                | відповідальний секретар Луганського міського комітету КП(б)У                                                                                          | Катеринославська губернія                                                         | розстріляний 1 вересня 1937, Київ |  |
| 291 | Прохоренко Я.К.                            | |                                                                                   | |  |
| 292 | Пунянська Б.Н.                             | робітниця |                                                                                   | |  |
| 293 | Пфаф Р.І.                                  | колгоспниця |                                                                                   | |  |
| 294 | Рабічев Яків Абрамович                     | |                                                                                   | |  |
| 295 | Радянський Михайло Євдокимович             | | село Лубенки, Можайського повіту, Московської губернії,                           | |  |
| 296 | Ратайчак С.А.                              | |                                                                                   | |  |
| 297 | Раудмець Іван Іванович                     | військовий командир 99-ї стрілецької дивізії |                                                                                   | |  |
| 298 | Ревека Г.А.                                | робітник |                                                                                   | |  |
| 299 | Ревіка Г.В.                                | колгоспник |                                                                                   | |  |
| 300 | Резніков Г.О.                              | робітник |                                                                                   | |  |
| 301 | Рекіс Олександр Олександрович              | заступник народного комісара фінансів УСРР | _______                                                                           | розстріляний 1 вересня 1937, Київ |  |
| 302 | Репін Василь Іванович                      | |                                                                                   | |  |
| 303 | Реут Михайло Венедиктович                  | директор Київського міського комунального банку | _______                                                                           | розстріляний 25 серпня 1937 року |  |
| 304 | Рибніков Нісен Йосипович                   | | містечко Городня, тепер Чернігівської області                                     | ________ |  |
| 305 | Рижов О.К.                                 | |                                                                                   | |  |
| 306 | Різниченко І.М.                            | колгоспник |                                                                                   | |  |
| 307 | Різниченко Яків Захарович                  | голова Київської міської ради профспілок | місто Єлисаветград, Херсонської губернії                                          | |  |
| 308 | Річицький Андрій                           | члена редколегії часопису «Більшовик України» | Катеринославщині                                                                  | розстріляний 25 квітня 1934 |  |
| 309 | Рогальов Федір Федорович                   | командир і військовий комісар 80-ї стрілецької дивізії імені Пролетаріату Донбасу                                                                     | село Антипіно, Череповецького повіту, тепер Вологодської області                  | розстріляний 14 вересня 1937, Москва |  |
| 310 | Розанов Олександр Борисович                | начальник Київського оперативного сектора ДПУ | Харківська губернія                                                               | розсріляний 8 вересня 1937, Київ |  |
| 311 | Романов Г.І.                               | |                                                                                   | |  |
| 312 | Рубченко І.К.                              | |                                                                                   | |  |
| 313 | Руцький Я.Т.                               | уповноважений Народного комісаріату шляхів СРСР при РНК УСРР                                                                                          |                                                                                   | |  |
| 314 | Ряппо Ян Петрович                          | член Колегії Народного комісаріату Робітничо-селянської інспекції УСРР                                                                                | повіт Вирумаа, Естонія                                                            | |  |
| 315 | Садохін Е.В.                               | робітник |                                                                                   | |  |
| 316 | Салобай Д.Ю.                               | |                                                                                   | |  |
| 317 | Сапов Іван Андрійович                      | член колегії народного комісаріату постачання УСРР | село Холохольня, Одоєвського повіту, Тульської губернії                           | розстріляний 2 вересня 1937, Київ |  |
| 318 | Сафронов (Сапранов)                        | робітник |                                                                                   | |  |
| 319 | Саятов Іван Омелянович                     | | ______                                                                            | розстріляний 13 листопада 1937 року |  |
| 320 | Свалюкевич                                 | |                                                                                   | виключений 12.02.1933 |  |
| 321 | Свистун Пантелеймон Іванович               | директор будівництва Харківського тракторного заводу                                                                                                  | село Калашники, Полтавська губернія                                               | розстріляний 28 липня 1938 |  |
| 322 | Свірський Д.М.                             | |                                                                                   | |  |
| 323 | Севастьянов                                | робітник |                                                                                   | |  |
| 324 | Секанович О.І.                             | голова Мархлевського райвиконкому |                                                                                   | |  |
| 325 | Семковський Семен Юлійович                 | академік, керівник кафедри філософії Всеукраїнської асоціації марксистсько-ленінських інститутів (ВУАМЛІН)                                            | Могильові на Білорусі                                                             | розстріляний у 18 березня 1937 року |  |
| 326 | Сербиченко Олександр Калістратович         | заступник голови Ради народних комісарів УСРР | місто Люботин, Харківської губернії                                               | 29 серпня 1937 року заарештований органами НКВС                                                                                          |  |
| 327 | Сибіряк Д.І.                               | |                                                                                   | |  |
| 328 | Сидоров Олександр Андрійович               | голова Харківської міської ради | місто Харків                                                                      | зник після 1932 року |  |
| 329 | Синьков Костянтин Михайлович               | уповноважений Народного комісаріату пошт і телеграфів СРСР при РНК УСРР                                                                               | село Великий Фонтан, Херсонської губернії                                         | розстріляний 8 серпня 1938 |  |
| 330 | Синяков Михайло Андрійович                 | | ______                                                                            | _______ |  |
| 331 | Ситник (Ситіна) Я.П.                       | колгоспниця |                                                                                   | |  |
| 332 | Сірик (Сєрік) Х.В.                         | колгоспниця |                                                                                   | |  |
| 333 | Сірко Іван Миколайович                     | член Президії Всеукраїнської ради професійних спілок (ВУРПС)                                                                                          | село Кінашів, Австро-Угорщина, тепер Галицького району Івано-Франківської області | У січні 1950 року був заарештований втретє і за рішенням Особливої наради при МДБ СРСР засланий на поселення до Красноярського краю      |  |
| 334 | Скалига Никифор Пилипович                  | заступник народного комісара земельних справ УСРР | ________                                                                          | 25 червня 1937 року засуджений до розстрілу                                                                                              |  |
| 335 | Скрипкін (Скрипник) В.М.                   | |                                                                                   | |  |
| 336 | Скрипник Микола Олексійович                | народний комісар освіти УСРР | Ясинувата, Бахмутський повіт, Катеринославська губернія,                          | застрелився 7.07.1933 |  |
| 337 | Скучаревський Олександр Петрович           | |                                                                                   | |  |
| 338 | Слюсаренко Феодосій Іванович               | уповноважений Наркомату шляхів сполучення СРСР при РНК УСРР                                                                                           | село Ярмолинці, Подільска губернія                                                | розстрілений 1937 |  |
| 339 | Смирнов О.О.                               | |                                                                                   | |  |
| 340 | Смолянський Самуїл Борисович               | |                                                                                   | |  |
| 341 | Собіна С.А.                                | робітниця |                                                                                   | |  |
| 342 | Собцов (Сопцов) К.М.                       | робітник |                                                                                   | |  |
| 343 | Соколов Олександр Гаврилович               | відповідальний секретар Запорізького міського комітету КП(б)У                                                                                         | село Єріно Ржевського повіту Тверської губернії                                   | розстріляний 2 вересня 1937 року в місті Києві                                                                                           |  |
| 344 | Соколовський Олексій Никанорович           | академік, професор Харківського сільськогосподарського інституту                                                                                      | с. Великої Бурімки, тепер Черкаської області                                      | |  |
| 345 | Соловйов Іван Григорович                   | |                                                                                   | |  |
| 346 | Сорокін Павло Дмитрович                    | голова Дніпропетровської міської ради | село Дунево, Сичовського повіту, Смоленської губернії                             | Засуджений «за участь в право-троцькістській антирадянській організації» на 5 років ув'язнення та 9 років поселення на Колимі            |  |
| 347 | Сотникова М.Л.                             | робітниця |                                                                                   | |  |
| 348 | Стойкевич Володимир Михайлович             | |                                                                                   | |  |
| 349 | Строганов Василь Андрійович                | 2-й секретар ЦК КП(б)У | село Дуброво (тепер — не існуюче) Красноярського повіту Єнісейської губернії      | 22 квітня 1938 року розстріляний у Архангельську                                                                                         |  |
| 350 | Строкань П.К.                              | колгоспник |                                                                                   | |  |
| 351 | Струєв Олександр Іванович                  | голова Сорокинської селищної ради? | місто Алчевськ, Катеринославської губернії                                        | |  |
| 352 | Сумцов Микола Михайлович ?                 | |                                                                                   | |  |
| 353 | Суховоленко Михайло Гаврилович             | |                                                                                   | |  |
| 354 | Сухомлин Кирило Васильович                 | голова Вищої ради народного господарства УСРР | село Краснопілля, тепер Коропського району, Чернігівської області                 | розстріляний 26 серпня 1938 року |  |
| 355 | Талденко (Талбенко) М.І.                   | робітник |                                                                                   | |  |
| 356 | Таран                                      | |                                                                                   | |  |
| 357 | Таран Феодосій Прохорович                  | редактор газети «Комуніст» | село Постав-Мука, Полтавської губернії                                            | 3 серпня 1937 року заарештований органами НКВС. Розстріляний.                                                                            |  |
| 358 | Таранов К.Я.                               | робітник |                                                                                   | |  |
| 359 | Тарасенко Володимир Васильович             | командир і військовий комісар 15-ї Сиваської стрілецької дивізії                                                                                      | місто Варшава, тепер Польща                                                       | розстрілян 22 грудня 1937 року |  |
| 360 | Тарасов П.В.                               | робітник |                                                                                   | |  |
| 361 | Твердохліб Я.Г.                            | |                                                                                   | |  |
| 362 | Терехов Роман Якович                       | секретар ЦК КП(б)У із промисловості | село Олександрівка, Тимського повіту, Курська губернія                            | |  |
| 363 | Тимощенко О.Д.                             | |                                                                                   | |  |
| 364 | Ткаленкова Х.М.                            | колгоспниця |                                                                                   | |  |
| 365 | Ткач Марко Петрович                        | відповідальний редактор газети «Вісті ВУЦВК» | місто Ніжин                                                                       | розстріляний 1 вересня 1937, місто Київ                                                                                                  |  |
| 366 | Ткаченко В.Ф.                              | робітник |                                                                                   | |  |
| 367 | Ткаченко М.І.                              | |                                                                                   | |  |
| 368 | Тодуров К.Ф.                               | |                                                                                   | |  |
| 369 | Торяник Трохим Петрович                    | |                                                                                   | |  |
| 370 | Триліський Олекса Лукич                    | заступник народного комісара землеробства УСРР | Дубровиця, Волинська губернія                                                     | розстріляний 1937 |  |
| 371 | Тродоренко                                 | |                                                                                   | |  |
| 372 | Троїцький (Тоцький) Ю.І.                   | |                                                                                   | |  |
| 373 | Тютюник С.І.                               | |                                                                                   | |  |
| 374 | Урицький Семен Петрович                    | військовий командир 6-го стрілецького корпусу | місто Черкаси                                                                     | розстріляний 1938 |  |
| 375 | Ус Г.Д.                                    | |                                                                                   | |  |
| 376 | Устименко Г.Г.                             | робітник |                                                                                   | |  |
| 377 | Фаєрчук (Паєрчук) Т.П.                     | |                                                                                   | |  |
| 378 | Феденко                                    | робітник |                                                                                   | |  |
| 379 | Федоров Е.Л.                               | робітник |                                                                                   | |  |
| 380 | Федотова А.Х.                              | робітниця |                                                                                   | |  |
| 381 | Федченко А.Т.                              | колгоспниця |                                                                                   | |  |
| 382 | Фесенко Олександр Ксенофонтович            | | Київська губернія                                                                 | 19 квітня 1938 року засуджений до страти                                                                                                 |  |
| 383 | Філімонов С.О.                             | робітник |                                                                                   | |  |
| 384 | Фукс Йосип Аронович                        | відповідальний секретар Криворізького міського комітету КП(б)У                                                                                        | станиця Кримська, тепер місто Кримськ Краснодарського краю                        | розстріляний 31 грудня 1937 року |  |
| 385 | Фусік Федір Олексійович                    | голова Кременчуцької міської ради? |                                                                                   | |  |
| 386 | Хавіков Андрій Гаврилович                  | |                                                                                   | |  |
| 387 | Хазанов Я.М.                               | робітник |                                                                                   | |  |
| 388 | Харешко Семен Сергійович                   | голова Балакліївського райвиконкому |                                                                                   | виключений 11.12.1932 |  |
| 389 | Хаханьян Григорій Давидович                | начальник політичного управління Українського військового округу                                                                                      | село Руїсі Горійського повіту Тифліської губернії                                 | розстріляний 23 лютого 1939 року |  |
| 390 | Хвиля Андрій Ананійович                    | завідувач відділу агітації, пропаганди і друку ЦК КП(б)У                                                                                              | с. Рингач, тепер Новоселицький район, Чернівецька область                         | розстріляний 10 лютого 1938 року. |  |
| 391 | Хоменко М.Я.                               | робітник |                                                                                   | |  |
| 392 | Циганенко (Циганко) І.Д.                   | колгоспник |                                                                                   | |  |
| 393 | Циганков О.І.                              | робітник |                                                                                   | |  |
| 394 | Цюпак Олександр Порфирович                 | | місто Зіньків, Полтавська губернія                                                | розстріляний 27 жовтня 1937 року |  |
| 395 | Чабанов В.І.                               | робітник |                                                                                   | |  |
| 396 | Чайковський Йосип Григорович               | |                                                                                   | |  |
| 397 | Червона М.А.                               | колгоспниця |                                                                                   | |  |
| 398 | Чередниченко І.К.                          | колгоспник |                                                                                   | |  |
| 399 | Чернявський Володимир Ілліч                | секретар ЦК КП(б)У | місто Одеса, тепер Одеської області                                               | розстріляний 21 грудня 1937 року, Київ                                                                                                   |  |
| 400 | Чорновол В.Д.                              | |                                                                                   | |  |
| 401 | Чубар Влас Якович                          | голова Ради народних комісарів УСРР | село Федорівка, нині Пологівський район, Запорізька область                       | розстріляний 26 лютого 1939 року |  |
| 402 | Чувирін Михайло Євдокимович                | голова Всеукраїнської Ради професійних спілок (ВУРПС)                                                                                                 | село Большой Макателем, Ардатовського повіту Нижньогородської губернії            | репресований |  |
| 403 | Шабрацький М.П.                            | |                                                                                   | |  |
| 404 | Шамраєва Г.К.                              | колгоспниця |                                                                                   | |  |
| 405 | Шаргей Михайло Євгенович                   | | _______                                                                           | |  |
| 406 | Шафран (Шапран) Ф.Г.                       | робітник |                                                                                   | |  |
| 407 | Шевченко                                   | колгоспник |                                                                                   | |  |
| 408 | Шереметьєв Е.Л.                            | |                                                                                   | |  |
| 409 | Шкадінов Микола Іванович                   | завідувач відділу кадрів ЦК КП(б)У | Орловська губернія                                                                | |  |
| 410 | Шканд Ян Григорович                        | |                                                                                   | |  |
| 411 | Шліхтер Олександр Григорович               | директор Українського інституту марксизму-ленінізму, віцепрезидент Української академії наук                                                          | Лубни                                                                             | |  |
| 412 | Шмідт Йосип Йосипович                      | |                                                                                   | |  |
| 413 | Шумилянська (Шумулінська) С.І.             | колгоспниця |                                                                                   | |  |
| 414 | Щербатий М.О.                              | |                                                                                   | |  |
| 415 | Юдіна М.П.                                 | |                                                                                   | |  |
| 416 | Юрченко Я.Г.                               | |                                                                                   | |  |
| 417 | Яїцька П.О.                                | колгоспниця |                                                                                   | |  |
| 418 | Якір Йона Еммануїлович                     | командувач військ Українського військового округу, уповноважений Наркомату військово-морських справ СРСР при РНК УСРР                                 | Кишинів, Бессарабська губернія                                                    | розстріляний 12 червня 1937 року |  |
| 419 | Якимець П.М.                               | |                                                                                   | |  |
| 420 | Якимович Іван Костянтинович                | голова Одеської міської ради | Санкт-Петербург                                                                   | розстріляний 25 квітня 1938 року |  |
| 421 | Яковлєв М.П.                               | робітник |                                                                                   | |  |
| 422 | Якубенко Гнат Іванович                     | голови правління Вукоопспілки Української СРР | ________                                                                          | |  |
| 423 | Якуніна (Якулина) Я.Ф.                     | робітниця |                                                                                   | |  |
| 424 | Ялиночова О.М..                            | колгоспниця |                                                                                   | |  |
| 425 | Ярошенко В.М.                              | робітник |                                                                                   | |  |
| 426 | Яцевський Іван Петрович                    | заступник народного комісара фінансів УСРР | місто Тараща, Київської губернії                                                  | 8 листопада 1937 загинув у в'язниці НКВС міста Проскурова.                                                                               |  |
| 427 | Яцина                                      | |                                                                                   | |  |

4 березня 1931 року головою Всеукраїнського Центрального Виконавчого Комітету УСРР обраний Петровський Григорій Іванович, секретарем ВУЦВК УСРР обраний Василенко Марко Сергійович.
Обрані членами Президії ВУЦВК УСРР: Петровський Григорій Іванович, Василенко Марко Сергійович, Косіор Станіслав Вікентійович, Затонський Володимир Петрович, Скрипник Микола Олексійович, Сербиченко Олександр Калістратович, Балицький Всеволод Аполлонович, Чувирін Михайло Євдокимович, Шліхтер Олександр Григорович, Любченко Панас Петрович, Поляков Василь Васильович, Якір Йона Еммануїлович, Михайлик Михайло Васильович, Сидоров Олександр Андрійович, Пілацька Ольга Володимирівна, Єленін Георгій Семенович, Громілін Максим Іванович, Яковлєв М.П., Ткаченко В.Ф..
Кандидатами у члени Президії ВУЦВК обрані: Горлинський Кирило Іванович, Алексєєв Микита Олексійович, Воронович Євстахій Павлович, Войцехівський Юрій Олександрович, Ананченко Федір Гурійович, Сорокін Павло Дмитрович.
20 грудня 1931 року до складу членів Президії ВУЦВК УСРР дообраний  Мусульбас Іван Андрійович.
9 лютого 1932 року від обов’язків секретаря ВУЦВК УСРР звільнений  Василенко Марко Сергійович, обраний секретарем та членом Президії ЦВК УСРР Войцехівський Юрій Олександрович. До складу членів Президії ВУЦВК УСРР дообрані Порайко Василь Іванович, Пахомов Яків Захарович, Петровський Данило Іванович, Лісовик Олександр Григорович.
12 лютого 1933 року із складу членів Президії ВУЦВК УСРР виключені Сербиченко Олександр Калістратович, Петровський Данило Іванович, Лісовик Олександр Григорович,  Сидоров Олександр Андрійович, Мусульбас Іван Андрійович. До складу членів Президії ВУЦВК УСРР дообраний Сухомлин Кирило Васильович.
7 липня 1933 року застрелився член Президії ВУЦВК УСРР Скрипник Микола Олексійович.
На наступних сесіях до складу членів Президії ВУЦВК УСРР дообрані   Одудова Г.Н., Головко Й.П; до кандидатів у члени Президії ВУЦВК дообрана Почка О.І..